# Finland och eurosamarbetet
Finland har euron som valuta sedan den 1 januari 1999 (som kontantvaluta den 1 januari 2002). Euron är Europeiska unionens officiella valuta, som används i många av Europeiska unionens medlemsstater och ett antal andra stater utanför unionen. De länder som använder euron kallas gemensamt för euroområdet. De lägre valörerna av euron utgörs av mynt, medan de högre valörerna utgörs av sedlar. Euromynten har en gemensam europeisk sida som visar värdet på myntet och en nationell sida som visar en symbol vald av den medlemsstat där myntet präglades. Varje medlemsstat har således en eller flera symboler som är unika för just det landet.
För bilder av den gemensamma sidan och en detaljerad beskrivning av mynten, se artikeln om euromynt.
De finska euromynten präglas av tre olika designer, men två av dessa finns bara på ett mynt var. Alla finska centmynt präglas av Finlands statsvapen och är designade av Heikki Häiväoja. Eneuromynten är präglade av två flygande svanar och är designade av Pertti Mäkinen, medan tvåeuromyntet med hjortronblommor och hjortonbär designades av Raimo Heino. Alla mynt visar EU:s tolv stjärnor samt det årtal då respektive mynt präglats. De finländska tvåeuromynten har dessutom en text på kanten: ”SUOMI FINLAND”. En- och tvåcentsmynten används inte i Finland, endast en liten upplaga präglades för samlare. Under 2007 ändrades den finska designen för att anpassa de standardiserade kraven. Enda skillnaden är att de nyproducerade mynten också är märkta med landskoden, för att markera vilket lands design det är.
Finlands gamla valuta, finsk mark, kunde växlas in hos landets centralbank fram till 29 februari 2012.
Finland har präglat en serie mynt och sju versioner av tvåeurojubileumsmynt.